# Cynthia Goyette
Cynthia Goyette (Detroit, Estados Unidos, 13 de agosto de 1946) es una nadadora estadounidense retirada especializada en pruebas de estilo libre, donde consiguió ser campeona olímpica en 1964 en los 4x100 metros estilos.

## Carrera deportiva
En los Juegos Olímpicos de Tokio 1964 ganó la medalla de plata en los relevos de 4x100 metros estilos, con un tiempo 4:33.9 segundos, por delante de Países Bajos (plata) y la Unión Soviética (bronce); sus compañeras de equipo fueron las nadadoras: Cathy Ferguson, Sharon Stouder y Kathy Ellis.